# اسید اتاکرینیک
اسید اتاکرینیک (انگلیسی: Etacrynic acid) دارویی است که بازجذب مجدد آب و الکترولیت‌ها را کاهش داده و در نتیجه موجب دفع آن‌ها می‌شود.

## موارد منع استعمال
مصرف این دارو در مواردی همچون آنوری، دوران بارداری و شیردهی ممنوع است.

## عوارض جانبی
از جمله عوارض جانبی این دارو هیجان، ناراحتی عصبی، بی اشتهائی، تهوع و اسهال می‌باشد.

## ملاحظات
در مواردی همچون هیپوتانسیون حاد، افزایش اسید اوریک، اختلالات معدی روده‌ای و سیروز کبدی با احتیاط مصرف شود.